# Distrito de Brezno
El distrito de Brezno (en eslovaco Okres Brezno) es una unidad administrativa (okres) de Eslovaquia Central, situado en la región de Banská Bystrica, con 65.783 habitantes (en 2003) y una superficie de 1265 km².

## Demografía
| Año        | 1994   | 2004    | 2014    | 2024    |
| ---------- | ------ | ------- | ------- | ------- |
| Población  | 66 424 | 65 080  | 62 971  | 57 916  |
| Diferencia |        | −2,02 % | −3,24 % | −8,02 % |

| Año        | 2023   | 2024    |
| ---------- | ------ | ------- |
| Población  | 58 297 | 57 916  |
| Diferencia |        | −0,65 % |

## Ciudades
- Brezno (capital)

## Municipios (población año 2017)
- Bacúch 946
- Beňuš 1157
- Braväcovo 680
- Bystrá 192
- Čierny Balog 5132
- Dolná Lehota 732
- Drábsko 201
- Heľpa 2614
- Horná Lehota 596
- Hronec 1216
- Jarabá 40
- Jasenie 1176
- Lom nad Rimavicou 266
- Michalová 1361
- Mýto pod Ďumbierom 511
- Nemecká 1790
- Osrblie 373
- Podbrezová 3882
- Pohorelá 2212
- Pohronská Polhora 1730
- Polomka 2982
- Predajná 1328
- Ráztoka 290
- Sihla 184
- Šumiac 1272
- Telgárt 1532
- Valaská 3726
- Vaľkovňa 430
- Závadka nad Hronom 2326